# Bob Craig

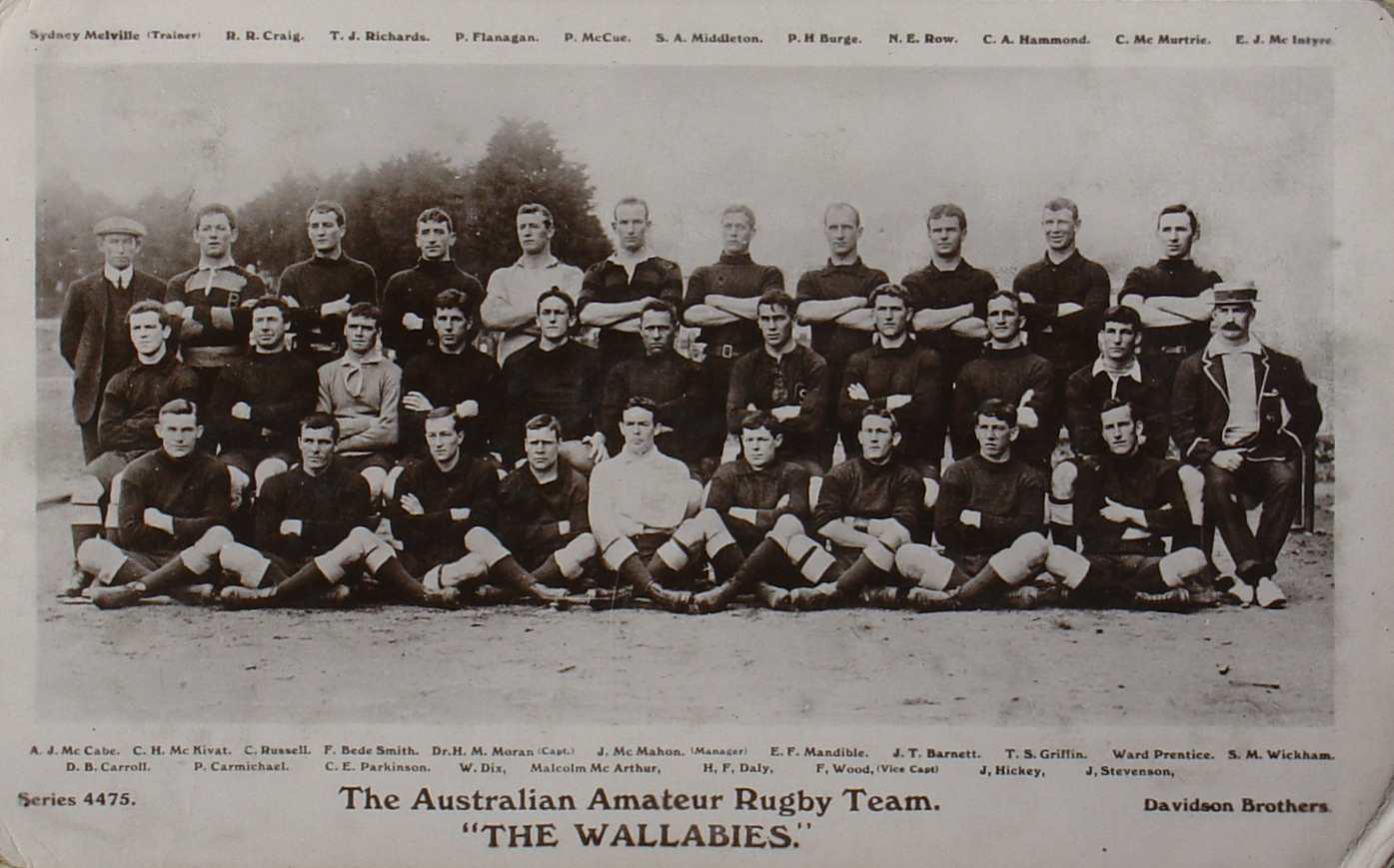
Wallabies z 1908 roku

Bob Craig (ur. 1 września 1881 w Sydney, zm. 5 marca 1935 w Petersham) – australijski rugbysta podczas kariery występujący w obu odmianach tego sportu, olimpijczyk, zdobywca złotego medalu w turnieju rugby union na Letnich Igrzyskach Olimpijskich w 1908 roku w Londynie.

## Kariera sportowa
W młodości uprawiał pływanie, a także zdobył mistrzostwo stanu w piłce wodnej i nożnej, nim zwrócił swoją uwagę ku rugby.

### Rugby union
W trakcie kariery sportowej związany był z klubem Balmain RUFC1908–1909Nowa Południowa Walia, a także został wybrany do stanowej drużyny Nowej Południowej Walii, w której rozegrał 4 spotkania. Wystąpił z nią przeciw British and Irish Lions podczas ich tournée do Australii i Nowej Zelandii.
W latach 1908–1909 wziął udział w pierwszym w historii tournée reprezentacji Australii do Europy i Ameryki Północnej. Zagrał w odbywającym się wówczas turnieju rugby union na Letnich Igrzyskach Olimpijskich 1908. W rozegranym 26 października 1908 roku na White City Stadium spotkaniu Australijczycy występujący w barwach Australazji pokonali Brytyjczyków 32–3. Jako że był to jedyny mecz rozegrany podczas tych zawodów, oznaczało to zdobycie złotego medalu przez zawodników z Australazji.
Jedyny występ w testmeczu w australijskiej kadrze zaliczył 12 grudnia 1908 roku przeciwko Walii.

### Rugby league
Po powrocie z północnej półkuli wraz z trzynastoma innymi zawodnikami porzucił status amatora i związał się z zawodową rugby league. Występował w rozgrywkach New South Wales Rugby League z drużyną Balmain Tigers w latach 1910–1919, będąc jednym z najstarszych zawodników w historii tego sportu w Australii. W sezonach 1915–1919 czterokrotnie zdobył mistrzostwo ligi, a w latach 1910–1911 został wybrany do reprezentacji stanu, w której rozegrał dwa spotkania.
Został także reprezentantem Australii w siedmiu meczach zdobywając trzy punkty, uczestnicząc także w tournée tej drużyny do Wielkiej Brytanii na przełomie lat 1911/12.
Uznany za jednego z najlepszych zawodników podczas obchodów stulecia rugby league w Australii.

## Dalsze życie
Po zakończeniu kariery sportowej został działaczem klubu z Balmain oraz jego przedstawicielem w NSWRL w latach 1923–1924, a następnie selekcjonerem reprezentacji stanu.
Po załamaniu nerwowym popełnił samobójstwo.